# Claude Julien Maras
Claude Julien Maras, né le 7 janvier 1764 à Chartres où il est mort le 1er mars 1831, est un homme politique français.

## Biographie

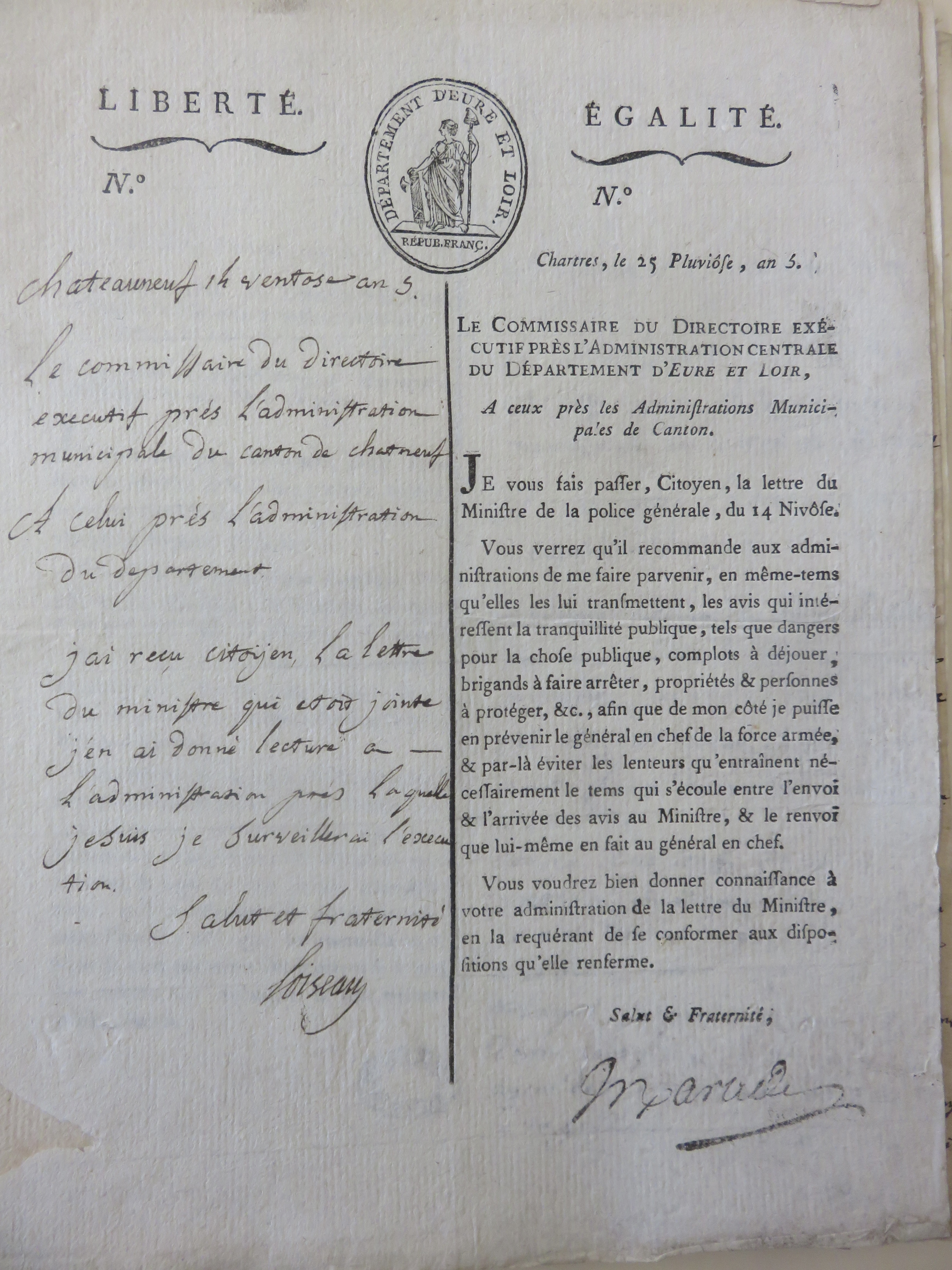
Échange de courrier entre Maras à Chartres et Loiseau à Châteauneuf en l'an V.

Fils unique de Julien Maras (1742-1806), receveur général du département d'Eure-et-Loir et Marie Anne Bourgeois, il élu suppléant d'Eure-et-Loir à la Convention, il remplace le 23 nivôse an II (12 janvier 1794) Brissot de Warville, guillotiné le 10 brumaire an II (31 octobre 1793).
Député au Conseil des Cinq-Cents, il siège ensuite au Corps législatif de l'an VIII à l'an XI. En 1806, il hérite de son père d'une importante fortune.